# 周最
周 最（しゅう さい、生没年不詳）は、中国戦国時代の西周の公子である。周最についての記述は『戦国策』等に断片的にみられるが、それらには後世に編集されたものも多く、信憑性が疑われる。
ある弁士が、斉王（湣王と思われる）に向かい、
「王はなぜ、土地を周君の子の周最に土地を与えないのですか？」
と聞いた。そこで、斉王は部下の司馬悍に命じて、周最に土地を贈ることにした。その上で、周最を周君の太子として推薦した。すると、説客の左尚が、
「もしも、周最が王の勧めた太子としての位を受けなかったら、王は処置に窮して斉と周の交わりも途絶えるでしょう。その場合は、王が周君に向かって、『どなたを太子に立てようと考えているのか、誰かに言付けて、こっそりと私にお教えください。それで、私が君のお望みの公子に土地を贈るように取り計らわせて頂きます。』と進言してください。」
と言った。その案を斉王は取り入れ、左尚は斉王に名案を出した功により、斉の重職に就くことができた。
そこで、斉王は、周最を太子に立てようと推挙した。ところが、周君は公子果を太子に立てたかったため、周最は太子の位を辞去した、と斉王に伝えた。そこで、西周の司寇の官の布という者が、周最を案じて周君に向かい、
「わが君は、使者をやって斉王に、周最様は太子に就く事を拒否しました、と伝えたそうですが、私は君のためには賛成しかねます。むかし、函冶氏（鍛冶師）という者が、斉の太公（田和）のために、名剣を買って献上しました。ところが、太公はその値打ちが分からずに、その剣を返して買った代金を取り戻すよう、函冶氏に催促しました。それを聞いた越人が、千金で買い取ろう、と言いましたが、函冶氏は、元値を切れるから、と言って、取り合いませんでした。ところが、函冶氏は臨終の際、息子に、自分だけ価値を知っていても駄目だぞ、と言い残しました。今、天下に周最様の価値を信じる者は一人もいません。斉王は、実はわが君は果公子を太子に立てたくて、太子の位を周最様に辞退させて斉に行かせようと考えている、と気をまわし、わが君は周最様よりも果公子を太子に就けようとすることで、たくらみの多い方と思われ、周最様は太子の位に就く気はあっても辞退することで、うその多い方だと思われるかもしれず、それが私は心配です。わが君はなぜ、価値のある周最様という宝を買おうとしないのですか？手厚いもてなしを周最様に施しになり、わが君が周最様を厚くご信愛していることを天下にお示しなさいませ。」
と説いた。
上の話で周君が司寇の布の意見を取り入れたのかどうかは、『戦国策』には記されていないが、その後の話では周最は公子として登場してくる。
秦の昭襄王、魏の昭王の時期に、秦の将軍白起は、魏の将軍公孫喜が率いる軍を伊闕で破った。その上で、兵を進めて西周に攻め寄せた。そこで、ある男が周最のために、趙の宰相李兌に向かって、
「今、秦が魏を破って周を攻めようとしています。これこそ趙にとっては勢力拡大の機会です。まず、趙は秦が攻めようとしている西周を守るのが何よりです。ここにおいては、双方とも魏を攻めないことにしましょう。すると、秦は周を攻めても土地は手に入らず、しばらく経つと疲弊して、撤退するでしょう。秦はまだ魏とは講和を結んでおりません。そこで、秦は周から軍を引けば、また魏を攻めて、両国とも疲弊します。もしも、秦と魏が講和を結ぶならば、趙はその仲介役を果たし、両国間における趙の勢力は重くなりましょう。どちらになっても趙の勢力はより大きくなるはずです。」
と説いた。